# Каза Ликио (Гросето)
Каза Ликио је насеље у Италији у округу Гросето, региону Тоскана.
Према процени из 2011. у насељу је живело 11 становника. Насеље се налази на надморској висини од 790 м.